# Ixias undatus
Ixias undatus är en fjärilsart som beskrevs av Butler 1871. Ixias undatus ingår i släktet Ixias och familjen vitfjärilar. Inga underarter finns listade i Catalogue of Life.